# Kraszewice (województwo łódzkie)
Kraszewice – wieś w Polsce położona w województwie łódzkim, w powiecie radomszczańskim, w gminie Masłowice.
| SIMC    | Nazwa    | Rodzaj    |
| ------- | -------- | --------- |
| 1040770 | Henryków | część wsi |
| 1040830 | Łączki   | część wsi |
| 1040869 | Pniaki   | część wsi |

W latach 1954–1968 wieś należała i była siedzibą władz gromady Kraszewice, po jej zniesieniu w gromadzie Masłowice. W latach 1975–1998 miejscowość administracyjnie należała do województwa piotrkowskiego.
Na terenie wsi znajduje się Szkoła Podstawowa im. Józefa Ignacego Kraszewskiego.
Wieś położona jest nieopodal góry Chełmo, najwyższego wzniesienia w tym regionie Polski, należącej do pasma Wzgórz Radomszczańskich.